# Pilea microcardia
Pilea microcardia är en nässelväxtart som beskrevs av Hand.-mazz.. Pilea microcardia ingår i släktet pileor, och familjen nässelväxter. Inga underarter finns listade i Catalogue of Life.